# Take Me Out to the Ball Game
«Take Me Out to the Ball Game» (рус. «Возьми меня с собой на бейсбол») — песня, написанная в 1908 году и ставшая неофициальным гимном североамериканского бейсбола.
Авторы песни — американцы Альберт фон Тильзер (музыка) и Джек Норворт (стихи). Интересно, что на момент написания песни ни один из них ни разу не был на бейсбольной игре.
Впервые песня была исполнена певицей Норой Бейс, которая на тот момент была женой Джека Норворта.